# Fergus mac Léite
Fergus mac Léite, auch Fergus mac Léte, ist in der keltischen Mythologie Irlands ein  berühmter Krieger und König von Ulster.

## Etymologie und Mythologie
Fergus ist nach Thurneysen eine bretonische Bezeichnung in der Aremorica für einen kultischen Repräsentanten der Potenz. Er wird mit „auserwählte Männlichkeit“ übersetzt (altirisch: *uiro-gustus, altkymrisch: gurgust). Ein interessantes germanisches Etymon ist der Name der Göttin Vagda-vercustis („Ruhm - auserwählte - Kraft [virtus]“).
Von Fergus mac Léite wird traditionell erzählt, dass sein Penis sieben Männerfäuste lang sei.
In der Erzählung Caithréim Conghail Cláiringhnigh („Die Kriegserfolge von Congal Cláiringnech“) wird Fergus als König von Süd-Ulster, Congal als sein Gegenspieler in der Nordhälfte genannt. In einem lange andauernden Kampf der beiden Rivalen wird Congal schließlich Hochkönig von Irland und Fergus blieb König von ganz Ulster.
Im Echtra Fergusa maic Léte (altirisch: „Das Abenteuer von Fergus mac Léte“) wird berichtet, dass Fergus die geis (Tabu) habe, niemals in das Wasser des Lough Rudhraighe steigen zu dürfen. Als er es, getrieben von einigen lúchorpáin (Leprechauns) dennoch tut, begegnet ihm ein Meeresungeheuer (altirisch: muirdris), das sich blitzartig zusammenziehen und wieder aufblasen kann. Darüber erschrickt Fergus so sehr, dass sich sein Gesicht verzerrt und so bleibt. Obwohl er als König deshalb eigentlich nicht mehr herrschen dürfte, belassen ihn die Ulter in seiner Funktion. Später kehrt er zum Lough Rudhraighe zurück, tötet das Monster, stirbt aber ebenfalls dabei.